# Dorotea di Sassonia-Coburgo-Koháry
Dorotea Maria Enrichetta Augusta Luisa (Vienna, 30 aprile 1881 – Schloss Taxis, 21 gennaio 1967) fu una principessa del casato di Sassonia-Coburgo e Gotha (in tedesco Prinzessin von Sachsen-Coburg und Gotha) per nascita e duchessa di Schleswig-Holstein (in tedesco Herzogin von Schleswig-Holstein) per il suo matrimonio con Ernst Gunther, duca di Schleswig-Holstein.

## Biografia

### Infanzia

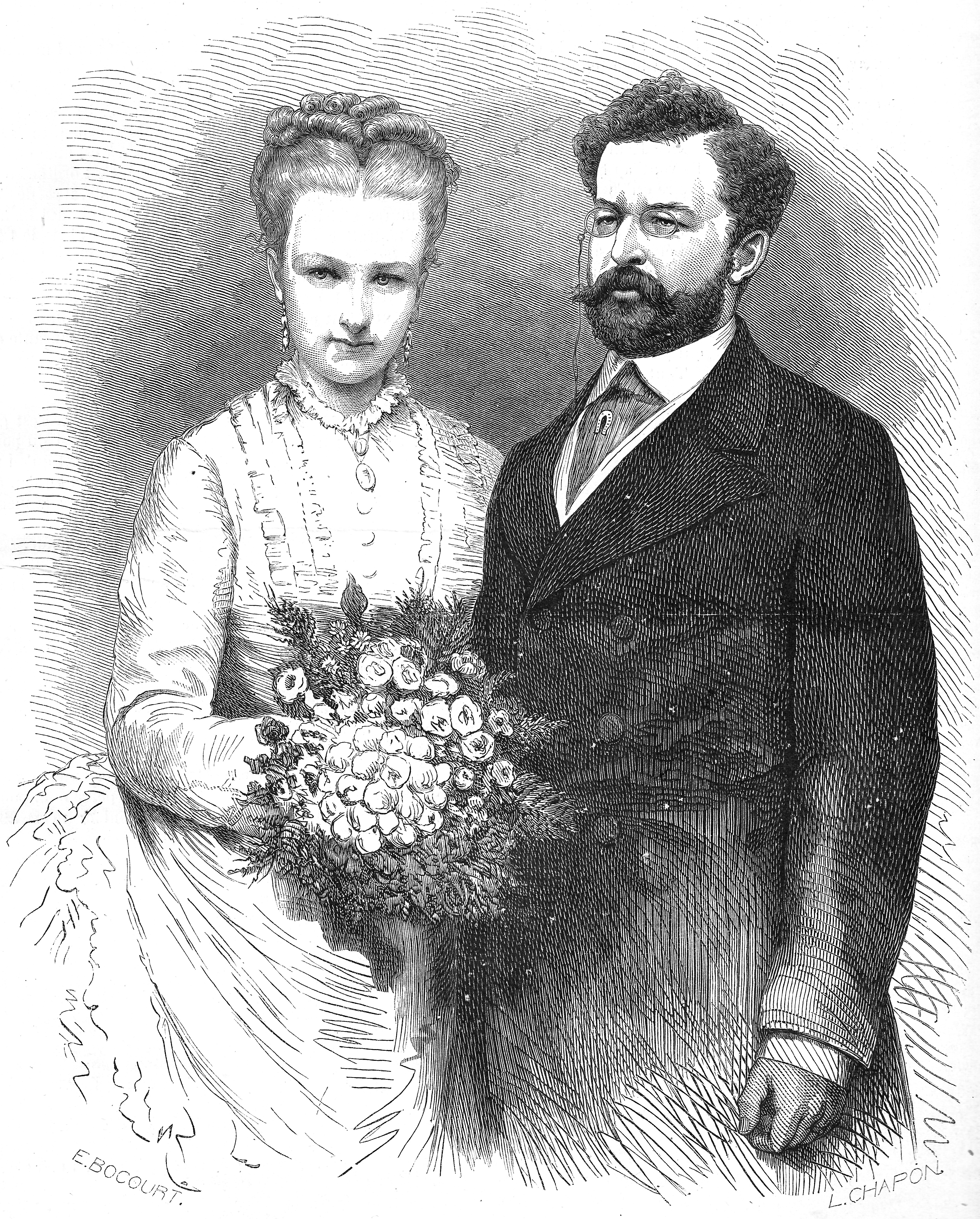
Luisa Maria del Belgio e Filippo di Sassonia-Coburgo-Kohary.

Era la secondogenita ed unica figlia femmina del principe Filippo di Sassonia-Coburgo-Koháry, e di sua moglie, la principessa Luisa Maria del Belgio.

### Matrimonio

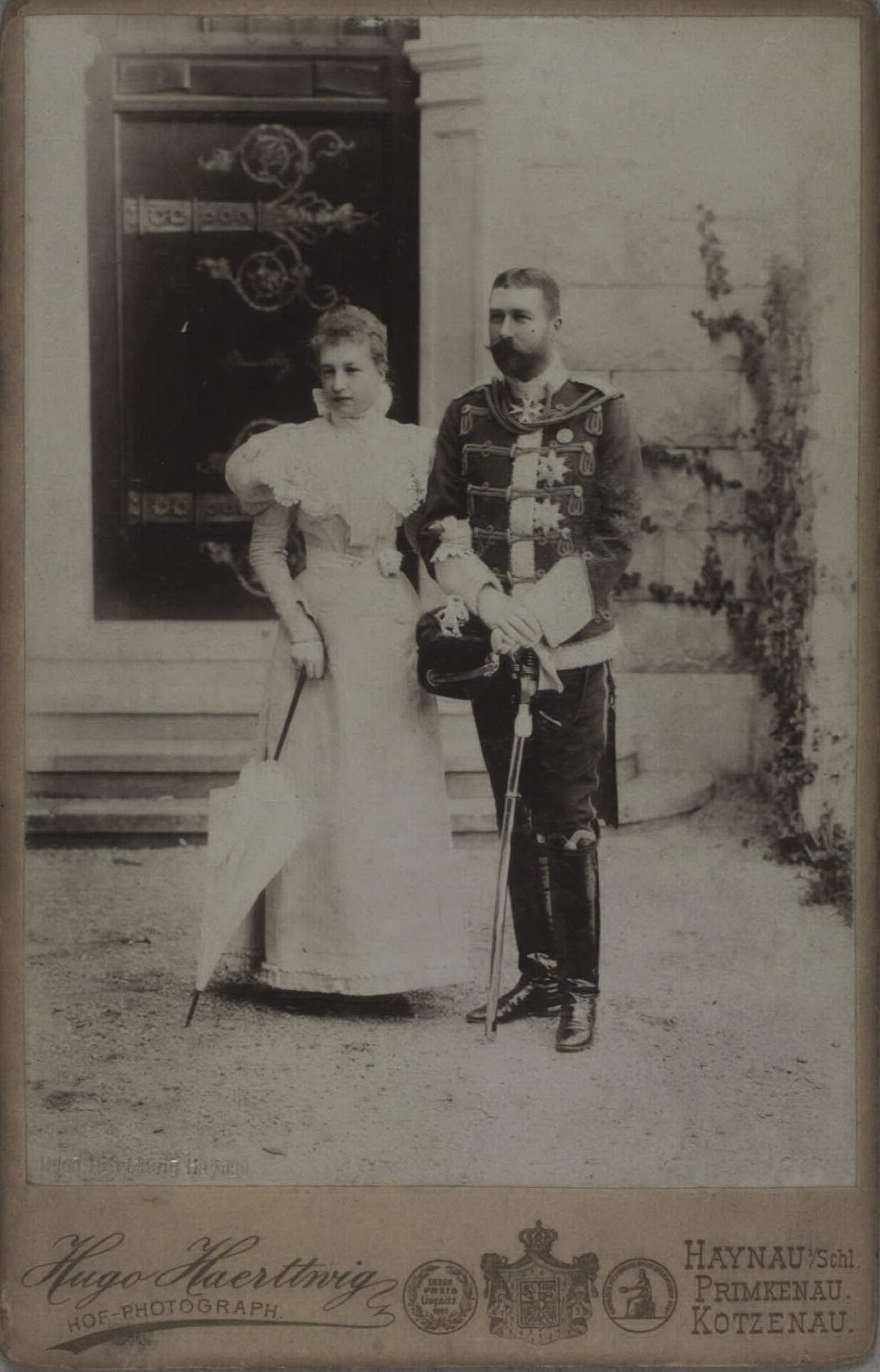
Ernesto Gunther di Schleswig-Holstein-Sonderburg-Augustenburg e Dorotea di Sassonia-Coburgo-Kohary

Il 2 agosto 1898 sposò a Coburgo Ernesto Gunther di Schleswig-Holstein-Sonderburg-Augustenburg, duca di Schleswig-Holstein, quintogenito e terzo figlio maschio del duca Federico VIII di Schleswig-Holstein-Sonderburg-Augustenburg e di sua moglie la principessa Adelaide di Hohenlohe-Langenburg.
Non avendo avuto figli, adottò con il marito nel 1920 la principessa Maria Luisa (1908–1969) ed il principe Giovanni Giorgio di Schleswig-Holstein-Sonderburg-Glücksburg (1911–1941), che erano figli del principe Alberto di Schleswig-Holstein-Sonderburg-Glücksburg e della sua prima moglie la contessa Ortrud di Ysenburg und Büdingen. Maria Luisa e Giovanni Giorgio erano nipoti del duca Federico di Schleswig-Holstein-Sonderburg-Glücksburg, fratello maggiore del re Cristiano IX di Danimarca.

### Morte
Dorotea morì il 21 gennaio 1967 a Schloss Taxis.

## Titoli e trattamento
- 30 aprile 1881 – 2 agosto 1898: sua altezza principessa Dorotea di Sassonia-Coburgo e Gotha, duchessa di Sassonia;
- 2 agosto 1898 – 22 febbraio 1921: sua altezza la duchessa di Schleswig-Holstein;
- 22 febbraio 1921 – 21 gennaio 1967: sua altezza'la duchessa vedova di Schleswig-Holstein.

## Ascendenza
|                                     |                       |                                                 | Genitori                                    |  |  | Nonni |  |  | Bisnonni                               |  |  | Trisnonni                                    |  |
|                                     |                       |                                                 |                                             |  |  |       |  |  | Ferdinando di Sassonia-Coburgo e Gotha |  |  | Francesco, Duca di Sassonia-Coburgo-Saalfeld |  |
|                                     |                       |                                                 |                                             |  |  |       |  |  | Ferdinando di Sassonia-Coburgo e Gotha |  |  | Francesco, Duca di Sassonia-Coburgo-Saalfeld |  |
|                                     |                       | Augusta di Reuss-Ebersdorf                      |                                             |  |  |       |  |  | Ferdinando di Sassonia-Coburgo e Gotha |  |  |                                              |  |
| Augusto di Sassonia-Coburgo e Gotha |                       |                                                 |                                             |  |  |       |  |  | Ferdinando di Sassonia-Coburgo e Gotha |  |  |                                              |  |
|                                     |                       | Maria Antonia di Koháry                         | Ferenc József di Koháry                     |  |  |       |  |  |                                        |  |  |                                              |  |
|                                     |                       | Maria Antonia di Koháry                         | Ferenc József di Koháry                     |  |  |       |  |  |                                        |  |  |                                              |  |
|                                     |                       | Maria Antonia di Koháry                         | Maria Antonia di Waldstein-Wartenberg       |  |  |       |  |  |                                        |  |  |                                              |  |
| Filippo di Sassonia-Coburgo e Gotha |                       | Maria Antonia di Koháry                         |                                             |  |  |       |  |  |                                        |  |  |                                              |  |
|                                     |                       | Luigi Filippo d'Orleans, Re dei Francesi        | Luigi Filippo II, Duca d'Orléans            |  |  |       |  |  |                                        |  |  |                                              |  |
|                                     |                       | Luigi Filippo d'Orleans, Re dei Francesi        | Luigi Filippo II, Duca d'Orléans            |  |  |       |  |  |                                        |  |  |                                              |  |
|                                     |                       | Luigi Filippo d'Orleans, Re dei Francesi        | Luisa Maria Adelaide di Borbone-Penthièvre  |  |  |       |  |  |                                        |  |  |                                              |  |
| Clementina d'Orléans                |                       | Luigi Filippo d'Orleans, Re dei Francesi        |                                             |  |  |       |  |  |                                        |  |  |                                              |  |
|                                     |                       | Maria Amalia di Borbone-Due Sicilie             | Ferdinando I delle Due Sicilie              |  |  |       |  |  |                                        |  |  |                                              |  |
|                                     |                       | Maria Amalia di Borbone-Due Sicilie             | Ferdinando I delle Due Sicilie              |  |  |       |  |  |                                        |  |  |                                              |  |
|                                     |                       | Maria Amalia di Borbone-Due Sicilie             | Maria Carolina d'Austria                    |  |  |       |  |  |                                        |  |  |                                              |  |
| Dorotea di Sassonia-Coburgo-Koháry  |                       | Maria Amalia di Borbone-Due Sicilie             |                                             |  |  |       |  |  |                                        |  |  |                                              |  |
|                                     | Leopoldo I del Belgio | Francesco Federico di Sassonia-Coburgo-Saalfeld |                                             |  |  |       |  |  |                                        |  |  |                                              |  |
|                                     | Leopoldo I del Belgio | Francesco Federico di Sassonia-Coburgo-Saalfeld |                                             |  |  |       |  |  |                                        |  |  |                                              |  |
|                                     | Leopoldo I del Belgio | Augusta di Reuss-Ebersdorf                      |                                             |  |  |       |  |  |                                        |  |  |                                              |  |
| Leopoldo II del Belgio              | Leopoldo I del Belgio |                                                 |                                             |  |  |       |  |  |                                        |  |  |                                              |  |
|                                     |                       | Luisa d'Orléans                                 | Luigi Filippo di Francia                    |  |  |       |  |  |                                        |  |  |                                              |  |
|                                     |                       | Luisa d'Orléans                                 | Luigi Filippo di Francia                    |  |  |       |  |  |                                        |  |  |                                              |  |
|                                     |                       | Luisa d'Orléans                                 | Maria Amalia di Borbone-Due Sicilie         |  |  |       |  |  |                                        |  |  |                                              |  |
| Luisa Maria del Belgio              |                       | Luisa d'Orléans                                 |                                             |  |  |       |  |  |                                        |  |  |                                              |  |
|                                     |                       | Giuseppe d'Asburgo-Lorena                       | Leopoldo II d'Asburgo-Lorena                |  |  |       |  |  |                                        |  |  |                                              |  |
|                                     |                       | Giuseppe d'Asburgo-Lorena                       | Leopoldo II d'Asburgo-Lorena                |  |  |       |  |  |                                        |  |  |                                              |  |
|                                     |                       | Giuseppe d'Asburgo-Lorena                       | Maria Luisa di Borbone-Spagna               |  |  |       |  |  |                                        |  |  |                                              |  |
| Maria Enrichetta d'Asburgo-Lorena   |                       | Giuseppe d'Asburgo-Lorena                       |                                             |  |  |       |  |  |                                        |  |  |                                              |  |
|                                     |                       | Maria Dorotea di Württemberg                    | Ludovico Federico Alessandro di Württemberg |  |  |       |  |  |                                        |  |  |                                              |  |
|                                     |                       | Maria Dorotea di Württemberg                    | Ludovico Federico Alessandro di Württemberg |  |  |       |  |  |                                        |  |  |                                              |  |
|                                     |                       | Maria Dorotea di Württemberg                    | Enrichetta di Nassau-Weilburg               |  |  |       |  |  |                                        |  |  |                                              |  |
|                                     |                       | Maria Dorotea di Württemberg                    |                                             |  |  |       |  |  |                                        |  |  |                                              |  |